# Луб’янки (Орловська область)
Луб’янки (рос. Лубянки) — село у Дмитровському районі Орловської області Російської Федерації.
Населення становить 456 осіб. Входить до муніципального утворення Лубянське сільське поселення.

## Історія
Населений пункт розташований у межах Чорнозем'я та історичного Дикого Поля. 30 липня 1928 року у складі Орловського округу Центрально-Чорноземної області, 13 червня 1934 року після ліквідації Центрально-Чорноземної області населений пункт увійшов до складу новоствореної Курської області.
З 27 вересня 1937 року район у складі новоствореної Орловської області.
Від 2013 року входить до муніципального утворення Лубянське сільське поселення.

## Населення
| 1866 | 1877 | 1897 | 1914 | 1916 | 1926 | 1979 |
| ---- | ---- | ---- | ---- | ---- | ---- | ---- |
| 572  | ↗574 | ↗678 | ↘675 | ↗702 | ↘511 | ↗725 |
| 2002 | 2010 |      |      |      |      |      |
| ↘603 | ↘456 |      |      |      |      |      |